# Dolichoderus australis
Dolichoderus australis   (лат.) — вид муравьёв рода Dolichoderus из подсемейства Dolichoderinae (Formicidae). Австралия. Длина около 5 мм, окраска варьирующая, в основном красновато-чёрная (голова и брюшко буровато-чёрные, ноги и грудка красновато-коричневые). Пронотум и проподеум округлые, без шипиков (australis group). Головной индекс (CI, соотношение ширины головы к длине × 100): 77—84. Длина головы рабочих 1,08—1,23 мм, длина скапуса 1,13—1,34 мм, ширина головы 0,85—1,01 мм. Индекс скапуса (SI, соотношение длины скапуса к длине головы × 100): 132—140. Стебелёк между грудкой и брюшком состоит из одного членика петиолюса.